# Hessen-Nassau
Hessen-Nassau was een provincie van Pruisen die bestond van 1868 tot 1944.

## Geschiedenis
De provincie ontstond toen in de Pruisisch-Oostenrijkse Oorlog van 1866 het keurvorstendom Hessen(-Kassel), het hertogdom Nassau en de vrije stad Frankfort door Pruisen werden geannexeerd. Voorts stond het koninkrijk Beieren Gersfeld en Orb af en Hessen-Darmstadt stond het district Biedenkopf en het kort tevoren verworven Hessen-Homburg af.
Deze gebieden werden verdeeld in de Regierungsbezirke Cassel (na 1926 Kassel) en Wiesbaden en onder een voorlopig bestuur geplaatst. Op 7 december 1868 werd de provincie Hessen-Nassau opgericht.
Op 1 april 1929 werd na een referendum de Waldeck aan Hessen-Nassau toegevoegd en bij het Regierungsbezirk Kassel ingedeeld. Op 1 oktober 1932 kwam het district Wetzlar van de Rijnprovincie aan Hessen-Nassau, terwijl het zelf het district Schaumburg aan de provincie Hannover afstond.
Hessen-Nassau werd op 1 april 1944 opgedeeld in de provincies Keur-Hessen en Nassau. Deze werden in 1945 samen met Hessen-Darmstadt verenigd tot de deelstaat Groot-Hessen, die sinds 1946 Hessen heet.

## Bestuurlijke indeling (1944)

### Regierungsbezirk Kassel

#### Stadsdistricten (Stadtkreise)
1. Fulda
2. Hanau
3. Kassel
4. Marburg

#### Districten (Landkreise)
1. Eschwege
2. Frankenber
3. Fritzlar-Homberg
4. Fulda
5. Gelnhausen
6. Hanau
7. Hersfeld
8. Hofgeismar
9. Hünfeld
10. Kassel
11. Marburg
12. Melsungen Melsungen
13. Rotenburg
14. Schlüchtern
15. Schmalkalden
16. Waldeck
17. Witzenhausen
18. Wolfhagen
19. Ziegenhain

### Regierungsbezirk Wiesbaden

#### Stadsdistricten (Stadtkreise)
1. Frankfurt
2. Wiesbaden

### Districten (Landkreise)
1. Biedenkopf
2. Dill
3. Limburg
4. Main-Taunus
5. Oberlahn
6. Obertaunus
7. Oberwesterwald
8. Rheingau
9. Sankt Goarshausen
10. Unterlahn
11. Untertaunus
12. Unterwesterwald
13. Usingen
14. Wetzlar

## Eerste presidenten (Oberpräsidenten)
- 1867-1871: Eduard von Möller
- 1872-1875: Ludwig von Bodelschwingh
- 1876-1881: Carl Ludwig August von Ende
- 1881-1892: Botho zu Eulenburg
- 1892-1898: Eduard Ludwig Karl von Magdeburg
- 1898-1903: Robert von Zedlitz-Trützschler
- 1903-1907: Ludwig von Windheim
- 1907-1917: Wilhelm Hengstenberg
- 1917-1918: August von Trott zu Solz
- 1919-1930: Rudolf Schwander
- 1930-1932: August Haas
- 1932-1933: Ernst von Hülsen
- 1933-1943: Filips van Hessen-Kassel
- 1944-1945: Jakob Sprenger

1815:
Brandenburg · Groothertogdom Beneden-Rijn · Gulik-Kleef-Berg · Oost-Pruisen · Pommeren · Posen · Saksen · Silezië · Westfalen · West-Pruisen · 1822: Rijnprovincie · 1829: Pruisen · 1850: Hohenzollernsche Lande · 1867: Hannover · Hessen-Nassau · Sleeswijk-Holstein · 1878: Oost-Pruisen · West-Pruisen · 1919: Neder-Silezië · Opper-Silezië · 1920: Berlijn · 1922: Grensmark Posen-West-Pruisen · 1944: Halle-Merseburg · Keur-Hessen · Maagdenburg · Nassau · 1945: Saksen-Anhalt